# Mickey Mania
Mickey Mania: The Timeless Adventures of Mickey Mouse ist ein 2D-Jump ’n’ Run für Segas Mega Drive, Sega Mega-CD und Nintendos SNES. Der Spieler spielt sich in der Rolle von Mickey Maus durch unterschiedliche Side-Scrolling Level, die alle einen klassischen Mickey-Maus-Cartoon von 1928 bis 1990 repräsentieren und nach diesen gestaltet sind. Das Spiel erschien später in Europa und Australien ebenfalls für Sonys PlayStation als Mickey’s Wild Adventure. Es ist zudem das erste Spiel, an dem Videospiel-Designer David Jaffe beteiligt war.

## Entwicklung
Das Spiel entstand in Zusammenarbeit von Disney Software und des Verlegers Sony Imagesoft und wurde erstmals am 23. Juni 1994 im Rahmen der Summer Consumer Electronics Show in Chicago vorgestellt. Zwar gab es auch zuvor Auftritte von Disney-Figuren in Videospielen, für Mickey Mania wurden aber erstmals Ausschnitte aus Disney-Zeichentrickfilmen in ein Spiel transferiert. Disney-Animateure erstellten über 1.500 Cels exklusiv für das Spiel.
Ursprünglich sollte Mickey Mania 1993 zum 65. Geburtstag von Mickey Maus erscheinen. Da dies jedoch nur 6 Monate Produktionszeit mit sich gebracht hätte, verwarf man diesen Hintergrund und konzentrierte sich mehr auf das Konzept, Mickey auf eine Zeitreise durch seine eigenen Cartoons reisen zu lassen. Das Spiel gibt somit einen Tribut an Mickeys gesamte Cartoon-Karriere. Es erschien 1994, im Folgejahr von Mickeys 65. Geburtstag.

## Spielmechanik
Als Mickey Maus gilt es, sich durch unterschiedliche Level zu schlagen, während man Gegner durch das Bewerfen von Murmeln oder das Springen auf den Kopf besiegt und Rätsel löst, um Hindernisse zu beseitigen und den Weg somit fortschreiten zu können. Am Ende jeden Levels trifft man auf die Mickey Maus des jeweiligen Cartoons.

## Levelumgebungen
Die Level basieren auf folgenden Classic Mickey Maus Cartoons:
- Steamboat Willie (1928)
- Der verrückte Arzt (The Mad Doctor, 1933)
- Mickys Platzkonzert (The Band Concert, 1935) – Bonuslevel in der Mega-Drive- und Mega-CD-Version
- Die Elchjäger (Moose Hunters, 1937)
- Einsame Geister (Lonesome Ghosts, 1937)
- Micky und die Kletterbohne (Mickey and the Beanstalk, 1947)
- Der Prinz und der Bettelknabe (The Prince and the Pauper, 1990)

## Versionsunterschiede
Die vier Versionen des Spiels unterscheiden sich in einigen Punkten voneinander. So fehlt in der SNES-Version das Bonuslevel The Band Concert und die Treppensequenz in The Mad Doctor, sowie einige Auftritte von Pluto und zusätzliche Spezialeffekte. Die Mega-CD- und PlayStation-Versionen hingegen besitzen eine weitere Sequenz am Ende von The Prince and the Pauper, in der Mickey alle sechs Mickeys der vergangenen Level ruft, um Karlo zu besiegen. Weiterhin spricht Mickey in diesen Versionen mehr situationsbedingte Dialoge. Die Grafik der PlayStation-Version wurde außerdem verbessert und eine Extra-Sequenz vor Abschluss von Mickey and the Beanstalk hinzugefügt, in dem Mickey vor Willie, dem Riesen (Willie, the Giant) flüchten muss.

## Trivia
Setzt man die japanische Mega-Drive-Version in den USA- oder Europa-Modus, erscheint auf dem Bildschirm die Mitteilung „Developed for use only with NTSC Mega Drive Systems“ (dt. „Nur für die Benutzung mit NTSC-Mega-Drive-Systemen konzipiert“). Stellt man die Version danach jedoch mithilfe eines Emulators auf Japan, ändert sich die Meldung in „Oh...This machine has some how become an NTSC Mega Drive System“ (dt. „Oh...diese Konsole wurde auf wundersame Weise zu einem NTSC-Mega-Drive-System“).

## Rezeption
Das Spiel sei grafisch und technisch perfekt inszeniert. Die Musik aus den Originalfilmen polarisiere. Das Spielprinzip sei nicht neuartig. Die Umsetzung auf der PlayStation erfolgte ohne technische oder spielerische Neuerungen.